# Pampilhosa da Serra
Pampilhosa da Serra is een gemeente in het Portugese district Coimbra.
De gemeente heeft een totale oppervlakte van 396 km2 en telde 5220 inwoners in 2001.

## Plaatsen in de gemeente
- Cabril
- Dornelas do Zêzere
- Fajão
- Janeiro de Baixo
- Machio
- Pampilhosa da Serra
- Pessegueiro
- Portela do Fojo
- Unhais-o-Velho
- Vidual